# Adesmia aurantiaca
Adesmia aurantiaca är en ärtväxtart som först beskrevs av Dusen, och fick sitt nu gällande namn av Arturo Erhardo Erardo Burkart. Adesmia aurantiaca ingår i släktet Adesmia och familjen ärtväxter. Inga underarter finns listade i Catalogue of Life.